# Dalagatan

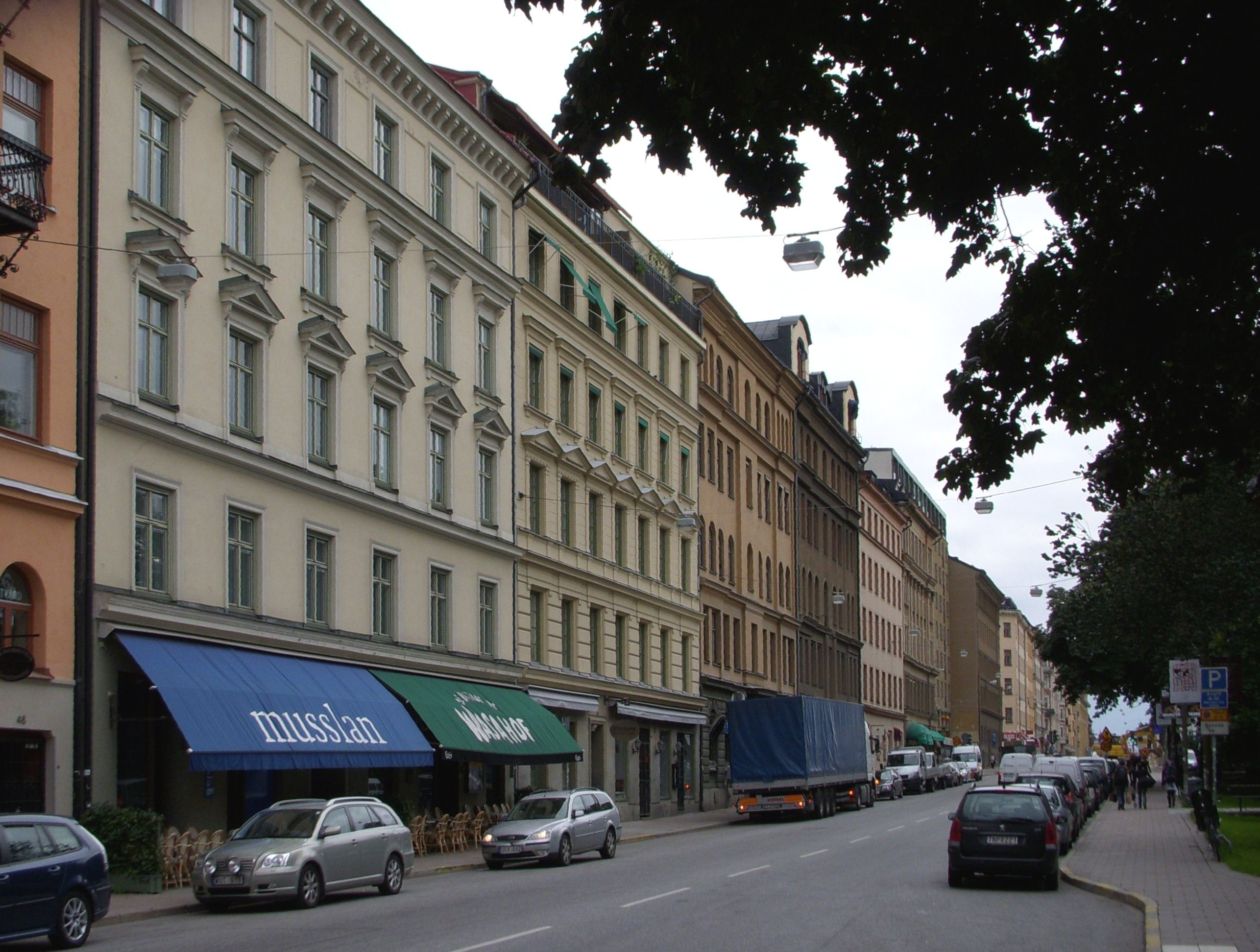
Dalagatan mot sydost. T.v Astrid Lindgrens bostad.

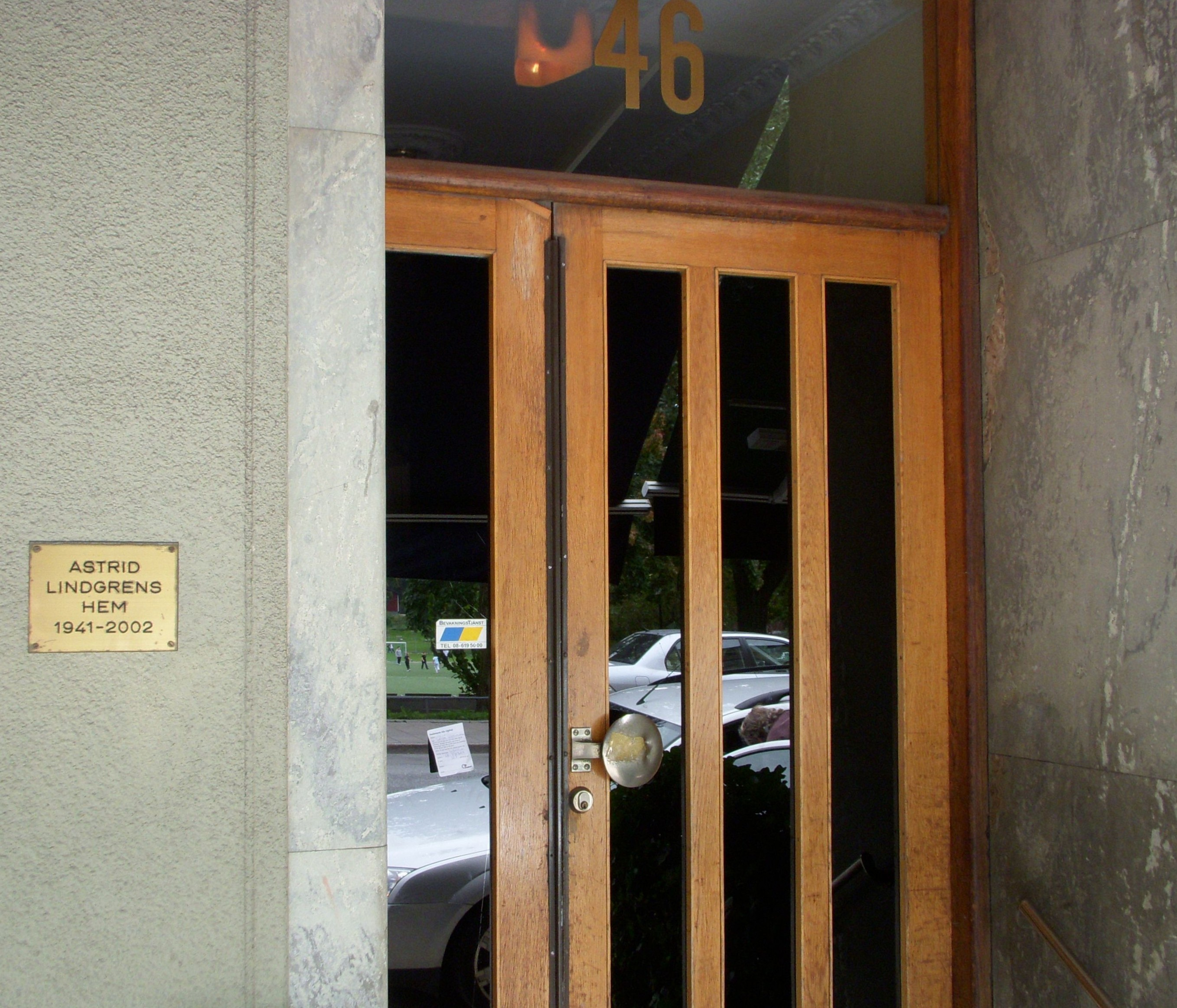
Dalagatan 46, där Astrid Lindgren hade sitt hem från 1941 fram till hennes död 2002.

Dalagatan är en gata inom stadsdelarna  Norrmalm och Vasastaden i Stockholms innerstad. Gatan går i nordvästlig riktning från Wallingatan i söder, upp till Norra Stationsgatan, en sträcka på ungefär 1,5 kilometer. Enligt gällande planering skall Dalagatan förlängas in i det nya området Hagastaden.
Gatan trafikerades av spårvagnar på sträckan mellan Wallingatan och Karlbergsvägen åren 1902–1962. Sedan 2017 finns en entré till pendeltågsstationen Odenplan vid Dalagatans korsning med Vanadisvägen.

## Beskrivning
Dalagatan hör till kategorin "de norra landskapen" och leder tanken till Gustav Vasa eftersom tre parallella gator leder från Vasagatan mot norr: Upplandsgatan, efter Uppland (där Gustav Vasa föddes), Västmannagatan efter Västmanland (där han säkrade sin makt vid riksdagen i Västerås) och slutligen Dalagatan efter Dalarna (där Gustav Vasa började sitt frihetskrig). 
År 1884 beslöt Stadsfullmäktiges beredningsutskott att döpa gatan till Dalagatan. Det var ett år tidigare än den stora namnrevisionen hade planerat, men det var bråttom, eftersom gatan hade anlagts och bebyggelsen redan påbörjats.
Dalagatan 46, som ligger inom Vasastaden, är känd som hemadress för Astrid Lindgren, där bodde hon i fyrarummaren på våning 1 från oktober 1941 till sin död i januari år 2002. Dalagatan 46, Vasaparken mittemot och kvarteren runtomkring inspirerade Astrid Lindgren till många sagor och berättelser såsom Karlsson på taket, Nils Karlsson Pyssling och Mio, min Mio. Lägenheten är i stort sett orörd efter hennes död och ägs av Astrid Lindgren-sällskapet. 
När nyheten om Astrid Lindgrens död blev känd kom så många Stockholmare till Dalagatan att trafiken stannade och framför hennes port nr 46 växte upp ett berg av blommor.
På Dalagatan 46 ligger även restaurangen Wasahof och på nummer 50 Tennstopet. Vid korsningen mot Vanadisvägen ligger S:t Matteus kyrka.

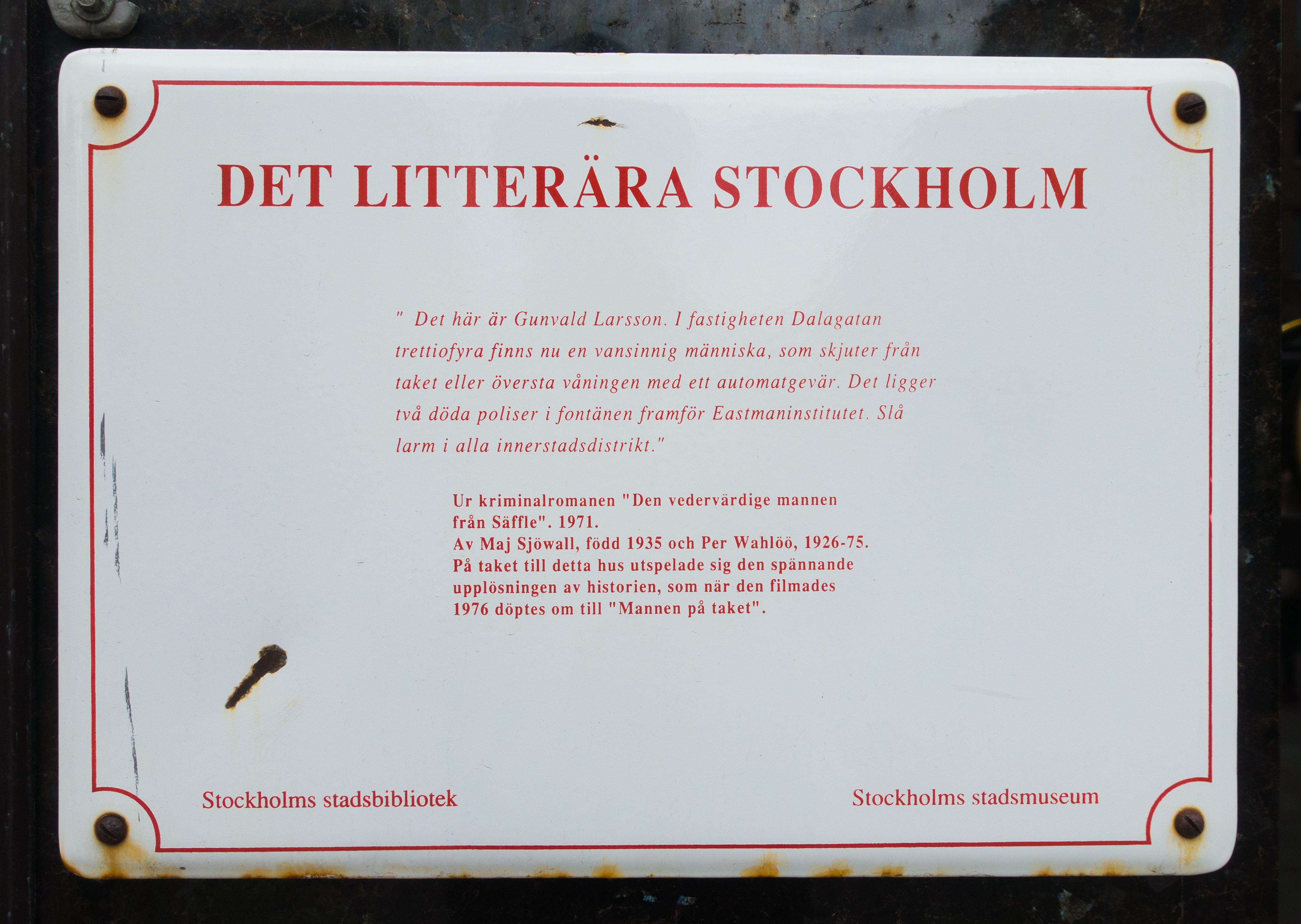
Dalagatan 34 med ett citat ur Sjöwall Wahlöös "Den vedervärdige mannen från Säffle".

En litterär skylt finns uppsatt på Dalagatan 34 med ett citat ur Sjöwall Wahlöös Den vedervärdige mannen från Säffle:

"– Det här är Gunvald Larsson. I fastigheten Dalagatan trettiofyra finns nu en vansinnig människa, som skjuter från taket eller översta våningen med ett automatgevär. Det ligger två döda poliser framför Eastmaninstitutet. Slå larm i alla innerstadsdistrikt."

## Byggnader längs Dalagatan
Följande är ordnade efter husnummer. 
- Adolf Fredriks Musikklasser
- Lilla Adolf Fredriks skola
- Sabbatsbergs sjukhus
- Eastmaninstitutet och Vasaparken
- Vasa Real
- S:t Matteus kyrka